# 胡丛斌
胡丛斌，中华人民共和国政治人物、全国脱贫攻坚先进个人。

## 生平
胡丛斌任古浪县黄花滩绿洲生态移民产业专业合作社党委书记。因在脱贫攻坚战中作出突出贡献，2021年2月25日全国脱贫攻坚总结表彰大会上，胡丛斌被授予“全国脱贫攻坚先进个人”。